# Algorithme de Karatsuba

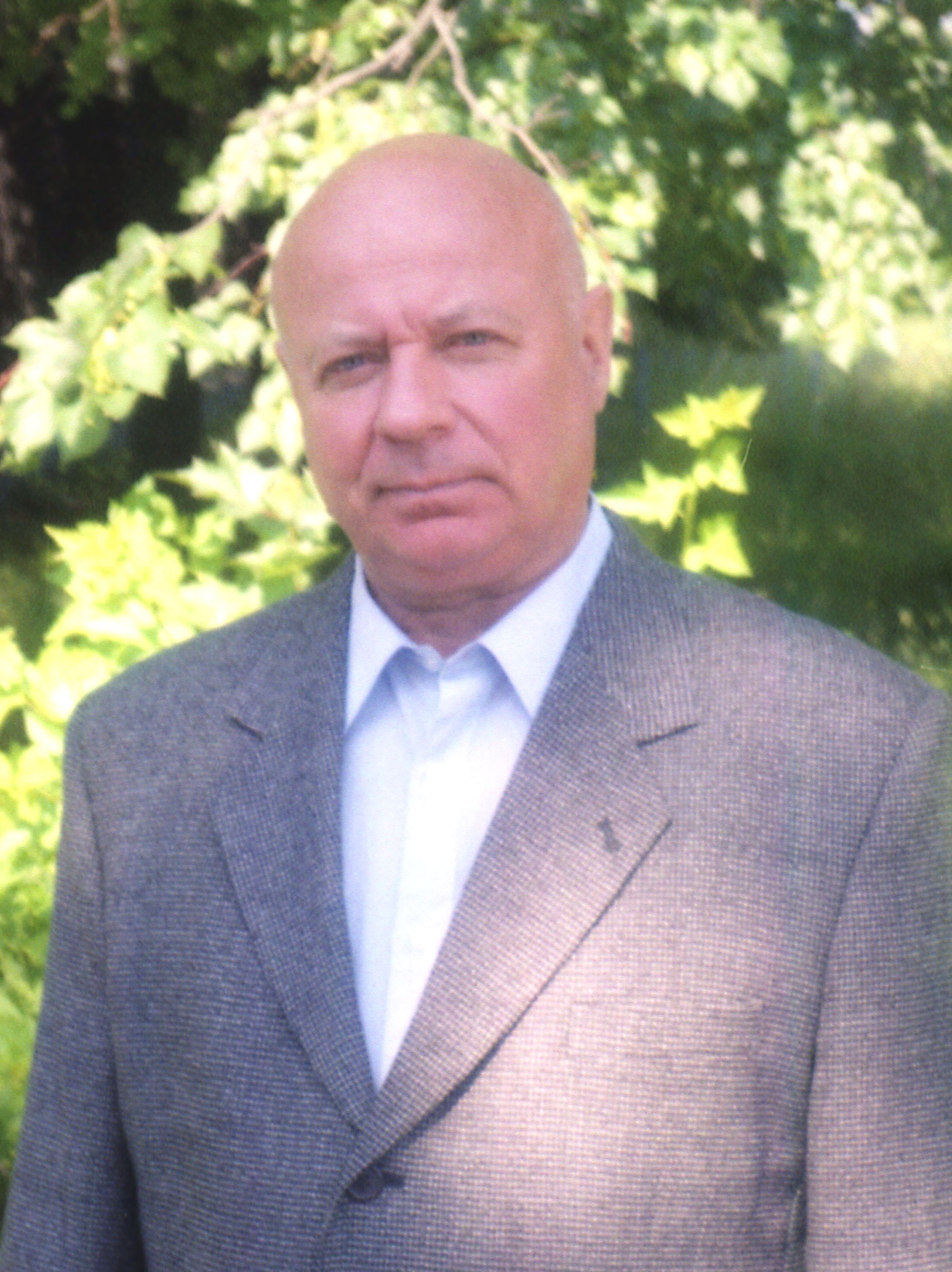
Anatolii Alexevich Karatsuba, mathématicien russe qui a mis au point l'algorithme du même nom.

En informatique, l'algorithme de Karatsuba est un algorithme pour multiplier rapidement deux nombres de n chiffres avec une complexité temporelle en O(nlog2(3)) ≈ O(n1,585) au lieu de O(n2) pour la méthode naïve. Il a été développé par Anatolii Alexevich Karatsuba en 1960 et publié en 1962 .

## Principe
Pour multiplier deux nombres de n chiffres, la méthode naïve multiplie chaque chiffre du multiplicateur par chaque chiffre du multiplicande. Cela exige donc n2 produits de deux chiffres. Le temps de calcul est en O(n2). 
En 1960, Karatsuba remarque que pour tout {\displaystyle k}, le calcul naïf d'un produit :
qui semble nécessiter les quatre produits ac, ad, bc et bd, peut en fait être effectué seulement avec les trois produits ac, bd et (a – b)(c – d) en regroupant les calculs sous la forme suivante :
Pour de grands nombres et en prenant {\displaystyle k={\frac {n}{2}}}, la méthode peut être appliquée de manière récursive pour les calculs de  ac, bd et (a – b)(c – d) en scindant à nouveau a, b, c et d en deux et ainsi de suite. C'est un algorithme de type diviser pour régner.
La multiplication par la base de numération (10 dans l'exemple précédent, mais 2 pour les machines) correspond à un décalage de chiffre, et les additions sont peu coûteuses en temps ; ainsi, le fait d'être capable de calculer les grandeurs nécessaires en 3 produits au lieu de 4 mène à une amélioration de complexité.

## Exemple
Exécutons l'algorithme pour calculer le produit 1237 × 2587.
- Pour calculer, 1237 × 2587, on décompose 1237 et 2587 en a0 = 12 × 25 et a2 = 37 × 87:
  - On a alors 1237 × 2587 = a0 104 + (a0 + a2 - a1) 102 + a2     avec    a1 = (12 – 37) × (25 – 87) = 25 × 62
    - Pour calculer 12 × 25, on décompose de même avec a0' = 1 × 2, a1' = (1 – 2) × (2 – 5) = -1 × -3 et a2' = 2 × 5
      - On a alors 12 × 25 = a0' 102 + (a0' + a2' - a1') 10 + a2'
        - Les calculs 1 × 2 = 2, 2 × 5 = 10 et -1 × -3 = 3 se réalisent en temps constant.
        - On obtient 12 × 25 = 2 × 100 + (2 + 10 – 3) × 10 + 10 = 300.

    - De la même façon, on obtient a1 = 25 × 62 = 1550.
    - De la même façon, on obtient a2 = 37 × 87 = 3219.
    - d'où 1237 × 2587 = 300 × 1002 + (300 + 3219 – 1550) × 100 + 3219 = 3000000 + 196900 + 3219 = 3200119.

Le calcul complet ne demande que 3×3 = 9 multiplications de chiffres au lieu de 4×4 = 16 multiplications par la méthode usuelle. Bien entendu, cette méthode, fastidieuse à la main, révèle toute sa puissance pour une machine devant effectuer le produit de grands nombres.

## Complexité
Si l'on note K(n) le nombre de multiplications nécessaires pour calculer le produit de 2 nombres à n chiffres avec cette méthode, on obtient la relation de récurrence suivante :
où ⌈n/2⌉ est la partie entière par excès de n/2 (l'entier suivant immédiatement n/2). On peut résoudre cette relation de récurrence (à la main ou avec le master theorem), ce qui donne une complexité en O(nlog2(3)) ≈ O(n1,585). Ceci est plus rapide que l'algorithme standard ; pour donner un exemple, pour n = 1000, nlog2(3) est de l'ordre de 50 000 alors que n2 = 1 000 000.
Quant au nombre d'additions nécessaire, il est de 4n dans la version présentée ci-dessus ; on ne mentionne pas ce coût dans la complexité car il est négligeable asymptotiquement par rapport au coût des multiplications.

## Variantes
- Il existe aussi une variante classique qui calcule ad + bc à partir de (a + b)(c + d) au lieu de (a – b)(c – d), mais cette variante est considérée comme étant moins efficace (à cause notamment des retenues dans le calcul de a+b) [2].
- Il existe une variante de l'algorithme qui ne nécessite que 3,5 n additions au lieu de 4n [3].
- Dans sa version récursive, l'algorithme nécessite de stocker des résultats intermédiaires, et il est utile de se poser la question de la quantité d'espace mémoire nécessaire. La version présentée ci-dessus nécessite 2n mots de stockage ; il est possible de réduire cette quantité pour que n mots suffisent, et il est même possible d'arriver à tout stocker en n'ayant besoin que de O(log n) mots [3].
- L'algorithme Toom-Cook est une amélioration de cette méthode, en découpant les nombres en r blocs (au lieu de 2). Le temps de calcul en O(n2) par la méthode naïve passe alors en O(n1+ε) où ε est un réel positif arbitraire.

## Histoire
Dans les années 1950, Andreï Kolmogorov travailla sur la complexité des opérations arithmétiques. Vers 1956, il formula la conjecture qu'une multiplication de deux nombres de n chiffres ne pouvait être réalisée en moins de O(n2) opérations, sans doute car aucun algorithme plus rapide que la multiplication standard n'avait été trouvé. Il discuta notamment de cette conjecture lors d'une réunion de la Société Mathématique de Moscou en 1956.
À l'automne 1960, Kolmogorov organisa un séminaire sur « les problèmes mathématiques de la cybernétique », auquel assista Karatsuba, où il parla de sa conjecture. Une semaine plus tard, Karatsuba avait trouvé son algorithme, qui prouvait que la conjecture était fausse ; il en parla à Kolmogorov à la fin du séminaire suivant, qui en fut « très agité » car cela contredisait sa conjecture. La semaine suivante, Kolmogorov montra l'algorithme aux participants du séminaire, qui fut ensuite terminé.
En 1962 Kolmogorov écrivit un article, sans doute avec Yuri Ofman (en), sur la méthode et le soumit à publication avec le nom de Karatsuba et d'Ofman à Doklady Akad. Nauk SSSR ; Karatsuba n'apprit l'existence de l'article que plus tard, lors de sa réédition.